# Solak
Solak (en arménien Սոլակ) est une communauté rurale du marz de Kotayk, en Arménie. Elle compte 2 646 habitants en 2008.

## Personnalités liées à la communauté
- Djivan Gasparian (1928-2021), compositeur et musicien arménien.